# 鳥羽正雄
鳥羽 正雄（とば まさお、1899年12月13日 - 1979年4月18日）は、日本の林業史学者、城郭研究家。

## 経歴
東京市市谷生まれ。高千穂小学校、東京高等師範学校附属中学校、第一高等学校卒、1924年東京帝国大学文学部国史学科卒。農林省林制沿革調査嘱託、神宮皇學館教授、内務省考証官、神祇院考証課長、林業経済研究所研究員。1951年から鹿児島大学教授、1956年から東洋大学教授。1961年、東洋大学にて文学博士の学位を取得。中京大学教授。1974年退任。1966年日本城郭協会設立に参加し、理事。

## 人物
甲冑研究家の山上八郎とは小学校以来の交友があり、山上が「日本甲冑論考」で東洋大学より文学博士号を取得したのも鳥羽の推薦があったためという。

## 著書
- 『日本の城』創元社 1940
- 『城郭と文化』大東出版社 1942
- 『森林と文化』大日本出版社峯文荘 1943
- 『日本の林業』雄山閣 歴史新書 1948
- 『日本林業史』雄山閣 1951
- 『城郭の歴史』雄山閣 1959
- 『城の歴史』雄山閣 1962
- 『近世城郭史の研究 文献資料』日本城郭協会 1963
- 『日本城郭辞典』東京堂出版 1971
- 『城の歴史』雄山閣出版 カルチャーブックス 1977
- 『近世城郭史の研究』雄山閣出版 1982

### 共編著・監修
- 『城郭及城址 武家時代の城郭及城址』大類伸共著　考古学講座、雄山閣、1926
- 『江戸城の今昔 史蹟写真』編 日本橋史蹟研究会 1928
- 『武家時代の城郭及び城址』大類伸共著　考古學講座 雄山閣 1928
- 『日本城郭史』大類伸共著 雄山閣 1936
- 『日本城郭全集』全10巻 井上宗和共編 日本城郭協会出版部 1960
- 『日本城郭全集』大類伸共編　全15巻 人物往来社 1967‐68
- 『日本城郭絵図集成』井上宗和編集撮影 監修 日本城郭協会 1968
- 『日本の名城と城下町』桜井成広共編 日本城郭資料館出版会 麒麟選書 1970
- 『日本城郭史の再検討』編著 日本城郭史研究叢書 名著出版 1980

記念論文集
- 『日本城郭史論叢』鳥羽正雄博士古稀記念論文集編纂委員会編 雄山閣出版 1969